# Kyrkklockans historia

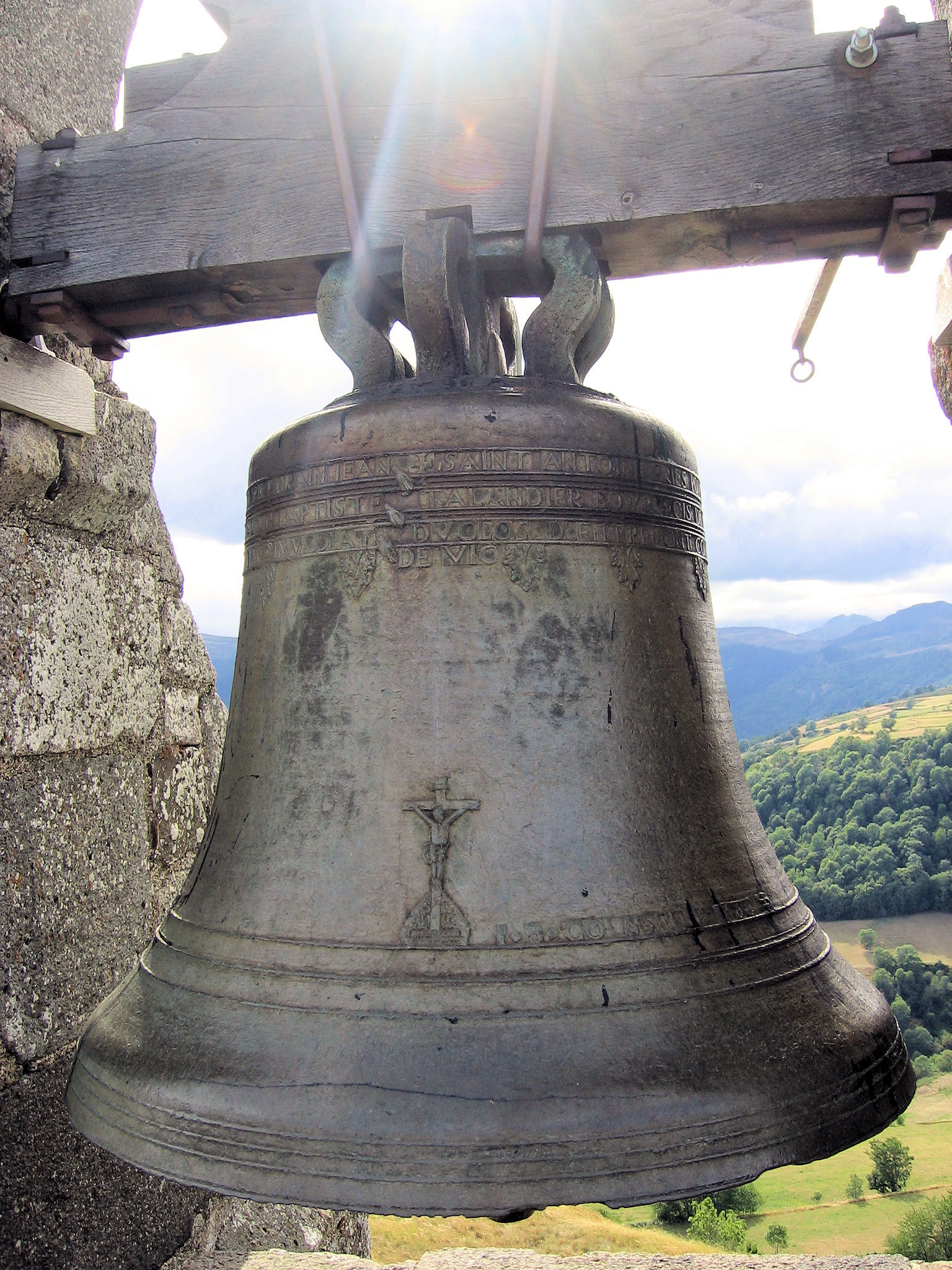
En klocka i Chapelle Saint-Antoine i Cantal, Frankrike.

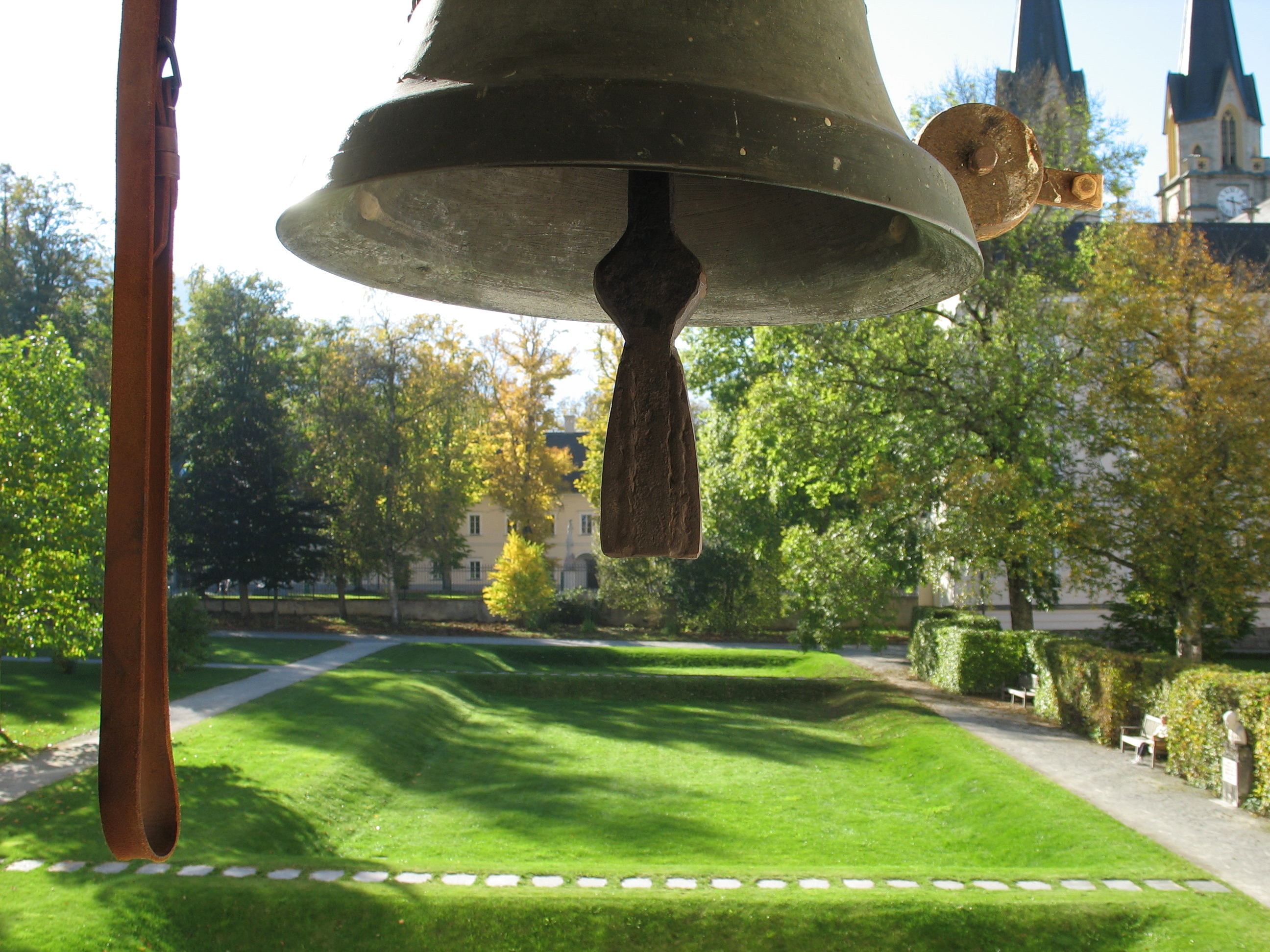
En till synes relativt gammal klocka med rep (en så kallad klocksträng).

I denna artikel behandlas kyrkklockans historia från äldsta tid till våra dagar.

## Kyrkklockans tidiga historia i kristendomen

### Kyrkklockans äldsta historia
Ju mer erkänd och alltmer spridd kristendomen blev och när gudstjänsterna inte längre behövde hållas i hemlighet i katakomber och andra lokaler, behövdes en rationell samlingssignal. Det gällde framförallt klostren, där munkarna var ute på fälten och andra vidsträckta områden. Den gamla hedniska klockan kom då väl till pass och spreds sedan alltmer.
Den äldsta användningen av kyrkklockor kan härledas till Italien år 535. Den bevisligen äldsta gjutna klocka som nämligen använts av kristna är en klocka som beställdes av ett kloster i Neapel år 535 och levererades från den nordafrikanska forntida staden Kartago. Innan dess kan dock handklockor ha använts av kristna på Irland på 500-talet som dock troligen inte var gjutna kyrkklockor i dagens mening.
Därefter började kyrkklockorna ljuda på alltfler ställen – först i Italien och Frankrike, vilka var föregångsländer när det gäller detta (ganska vanligt där redan på 600-talet), sedan i hela kristenheten, som i stort sett gäller än idag. På 800-talet var bruket av ”tempelklockor” praktiskt taget i allmänt bruk i de flesta av Europas kyrkor.
Under Karl den stores tid på 800-talet var klockor alltså i allmänt bruk i de västerländska kyrkorna, och det finns uppgifter om att en munk och klockgjutare Tancho då gjort en stor klocka för Aachens domkyrka. I österländska (ortodoxa) kyrkan infördes de stora klockorna ungefär samtidigt på 800-talet. Venedigs doge Orso I skänkte den bysantinske kejsaren tolv klockor, som hängdes upp i ett torn nära Hagia Sofia (Sofiakyrkan).

### Kyrktorn
När kyrkklockor infördes bidrog det till att bevara bruket av kyrktorn, fristående eller med kyrkan sammanbyggda, även om tornen från början hade uppförts i försvarsändamål.

### Tidigare myter om kyrkklockans ursprung
En tidigare uppfattning var att kyrkklockorna var en uppfinning av biskop Paullinus i Nola i Kampanien. Men den verkar inte sannolik, eftersom Paullinus i sina skrifter ofta skildrar kyrkor i stiftet men inte nämner kyrkklockor. Den första vittnesbörden om klockor ges av Gregorius av Tours (539–595). De medeltida latinska namnen på klocka, campana (därav ordet Kampanil för klocktorn vid kyrkor) och nola, avsåg troligen materialet, där koppar av god kvalitet från Kampanien ingår. Gregorius kallar klockan för signum, ett ord som övergick till medeltidens officiella kyrkospråk.
Många av de äldsta klockorna var förmodligen av järn, och liknade ofta en koskälla. En sådan, enligt uppgift från 613, finns ännu kvar i Köln, i Kölnerdomen. Se mer om den i bildtexten till bilden över Lullusglocke här nedan till vänster. Snart göts dock klockorna istället enbart av brons (se mer i artikeln Kyrkklocka, avsnittet "Tillverkning, material och stämning") i olika former.

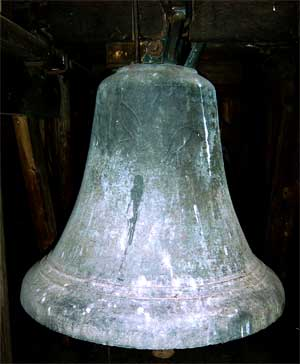
Klocka, gjuten i mitten av 1200-talet, i kyrkan Jakobikirche i staden Wilsdruff i Sachsen.

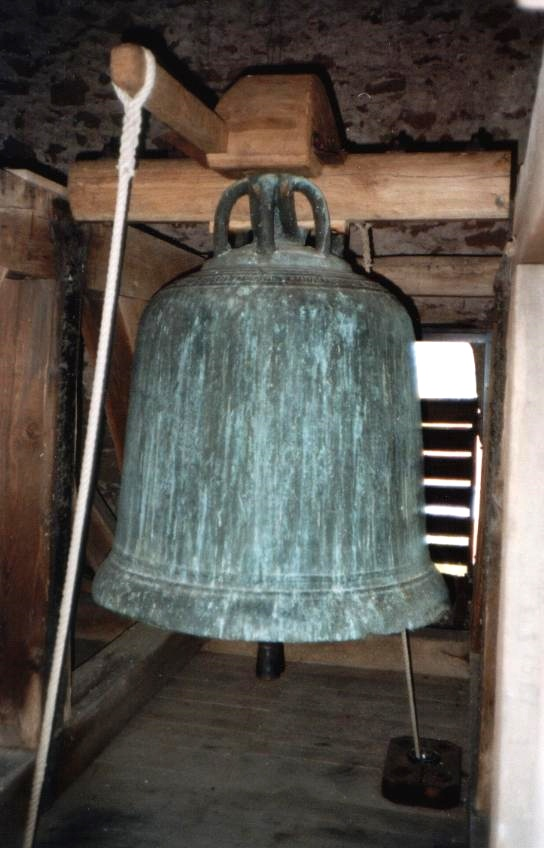
Lullusglocke, gjuten år 1038, anses som den äldsta daterade klockan i Tyskland Här syns hur formen såg ut på de äldsta klockorna i Europa, en så kallad bikupsformad klocka.

## Senare historia. Förändring i utseende

### Utseendesförändring
Manteln hade ursprungligen en mer eller mindre cylindrisk form, som traditionella tempelklockor ännu har i Japan, dock inte i det likaledes buddhistiska Myanmar. Fram till 1200-talet var europeiska klockor också mer koniska eller cylindriska (bikupsformade) än idag men med ett vidare bräm nedtill, slagringen, och med mer raka former än idag.
På 1200-talet fick kyrkklockorna de mer svängda former som de har än idag med deras nuvarande huvudsakliga utsvängda form nertill. med en bredare brädd nertill – med vissa variationer från klocka till klocka, en del med samma tyngd har större diameter nertill än andra. En klockas vägg är således tjockast och bredast på den del af omkretsen, där kläppen slår, ungefär längst ner på klockan och avsmalnar sedan från detta ställe uppåt.
Sedan 1100-talet bär klockor oftast inskrifter, och då ofta på latin. Inskrifterna anger ofta årtal för gjutningen, mästaren och givaren eller beställaren. Prydnader läggs sedan till alltmer på klockans mantelyta och det är ornament, vapenmärken, symboler, såsom korset, duvan med oljekvisten, lammet med korsfanan, sigill, mynt, vallfärdsmärken, ja till och med under senare medeltid skämtbilder. På en klocka i Bringetofta kyrka i Småland ses, utom Kristus på korset, mellan jungfru Maria och Johannes Döparen samt Sankt Lars, även en räv, som blåser för gässen, en gås, som ringer i en klocka, och slutligen en bild af räven, som av gässen hänges i en galge. Detta är en symbolik för kampen mellan det onda och det goda.
En sådan form är fördelaktigast för att få en stark, länge eftertonande klang ur metallen. Den svängda formen kan dock variera från olika gjuterier och olika klockor och under 1200-talet var klockorna inte så svängda som de blev senare, till exempel som under 1600- och 1700-talen. Skällor och koskällor har behållit klockans ursprungligen mindre svängda form.

### De äldsta klockorna i Tyskland
Tyskland är rätt unikt när det gäller förekomsten av mycket gamla daterade och även någon enstaka mycket gammal odaterad klocka (se nedan under avsnittet om Salebyklockan om så gamla klockors sällsynthet).
Lullusglocke är den äldsta daterade klockan i Tyskland (även om det finns fler uppgifter se nedan). Den hänger i Katharinenturm (”Katarinatornet”) i den romanska klosterruinen i Bad Hersfeld. Den är typisk för sin tid med avseende på dess form som påminner om en bikupa (bikupsformad). Den väger rätt mycket också för att vara en klocka från medeltiden, cirka 1 ton, och har en största diameter på 1,12 meter. Den har grundtonen h° och rings för hand med rep. Den är gjuten år 1038 av en gjutare som enligt en inskrift på klockan kallar sig Gwenon. Det var extremt sällsynt att mästare på den tiden signerade sina verk.
Det finns också uppgifter om andra gamla daterade klockor i Tyskland. En klocka i Drohndorfs kyrka i Anhalt har året 1098 ingjutet enligt en referens. En annan gammal klocka i Tyskland som länge ansetts som den äldsta daterade (yngre än Lullusglocke) är en klocka i Iggensbach i Niederbayern, som har året 1144 ingjutet i klockan.
Det finns dessutom en äldre odaterad klocka i Köln, en fyrkantig sammangjuten klocka från år 613.

## Kyrkklockornas historia i Sverige

### Klockor i Sverige under Ansgars tid
När Ansgar kom till Sverige på 800-talet kom klockorna hit, även om man med säkerhet vet att han inte förde med sig någon klocka. På Ansgars första missionsresa till Sverige blev han överfallen av "sjörövare". Då förlorade han ägodelar och skepp och helt utblottad (alltså utan klocka), lyckades han dock ta sig till Sverige, där han kunde genomföra sin mission.
En kyrka uppfördes på 830-talet i Birka, och det dröjde inte länge innan den fick en klocka för altaret och en större klocka för tornet, eftersom det var allmänt att kyrkor hade klockor vid denna tid (se ovan under föregående rubrik). I ett dokument utfärdat av abboten i tyska Fulda, meddelas att han sänder dessa två klockor till Birka. Då man vet att denne abbot dog 856 och att brevet säkert är av mycket tidigare datum, är slutsatsen att klockorna nådde Birka inte så långt efter uppförandet av den lilla Birka-kyrkan.

### Bevarade klockor i Sverige från 1100-talet
Den äldsta kända bevarade klockan i Sverige är gjuten i början av 1100-talet och påträffades under en plöjning av en åker i Uppland 1916. Den finns nu i Statens historiska museum. Sveriges äldsta bevarade klocka som är i bruk verkar vara en klocka i Ödskölts kyrka i Dalsland, förmodligen gjuten under andra hälften av 1100-talet (utan större inskrifter som var brukligt på klockor före 1200-talet i Sverige, inskriften daterar inte klockan). Dess profil och form (bikupsform), liksom vissa metallanalyser avslöjar istället åldern.  Det finns även ytterligare en klocka i Marums kyrka i Västergötland som också skulle kunna vara den äldsta svenska klockan i drift. Den är helt bikupsformad liksom Lullusglocke i Tyskland. Den är förmodligen från början av 1100-talet Klockgjutarkonsten har sedan 1100-talet utvecklats mycket, vilket de följande avsnitten och avsnittet ovan om kyrkklockans form under olika tider visar. Storklockan i Fivlereds kyrka i Västergötland är också sannolikt gjuten på 1100-talet och har en udda form med hög slagring.

### Uppgifter om klockor Västergötland och Västmanland på 1100-talet
Enligt vissa källuppgifter fanns det en klocka som kallades Cantabona (latin, ungefär för "sjunger vackert/väl") i Skara domkyrka på 1100-talet som biskop Bengt (I) den gode skänkte kyrkan. Dessutom verkar klockor vid denna tid ha varit ganska vanligt i Västergötland, att döma av skadesregler i Äldre Västgötalagen "[om] klocka faller ner" clocca faldær nidher, liksom att döma av innehållet i lagens krönikor, historieberättelser etc. Det är inte så många av dessa bevarade (som inte till exempel har gjutits om) vad man vet, den äldsta daterade finns i dag i Saleby (se nästa avsnitt).
Likaledes omnämns att den så kallade Högtidsklockan, som är en stor storklocka i Västerås domkyrka, har rötter i tidig medeltid, men att den på 1600-talet göts om för andra gången. Dessutom beskrivs utgörligt på cirka sex sidor en bikupsformad stor klocka i Västerås-Barkarö kyrka som gick under i en brand 29 april 1771. Enligt en i samband med omgjutningen dokumenterad inskrift skall klockan ha härrört från 1091. Mats Åmark antog 1916 att den kunde härstamma från Munktorps kloster, som endast låg 2 mil väster om Västerås-Barkarö, strax öster om Köping (Munktorps församling). I en passage beskrivs också en svårtydd inskrift på en gammal klocka i Södra Ny kyrka på Värmlandsnäs i Värmland.

### Den gamla lillklockan i Saleby

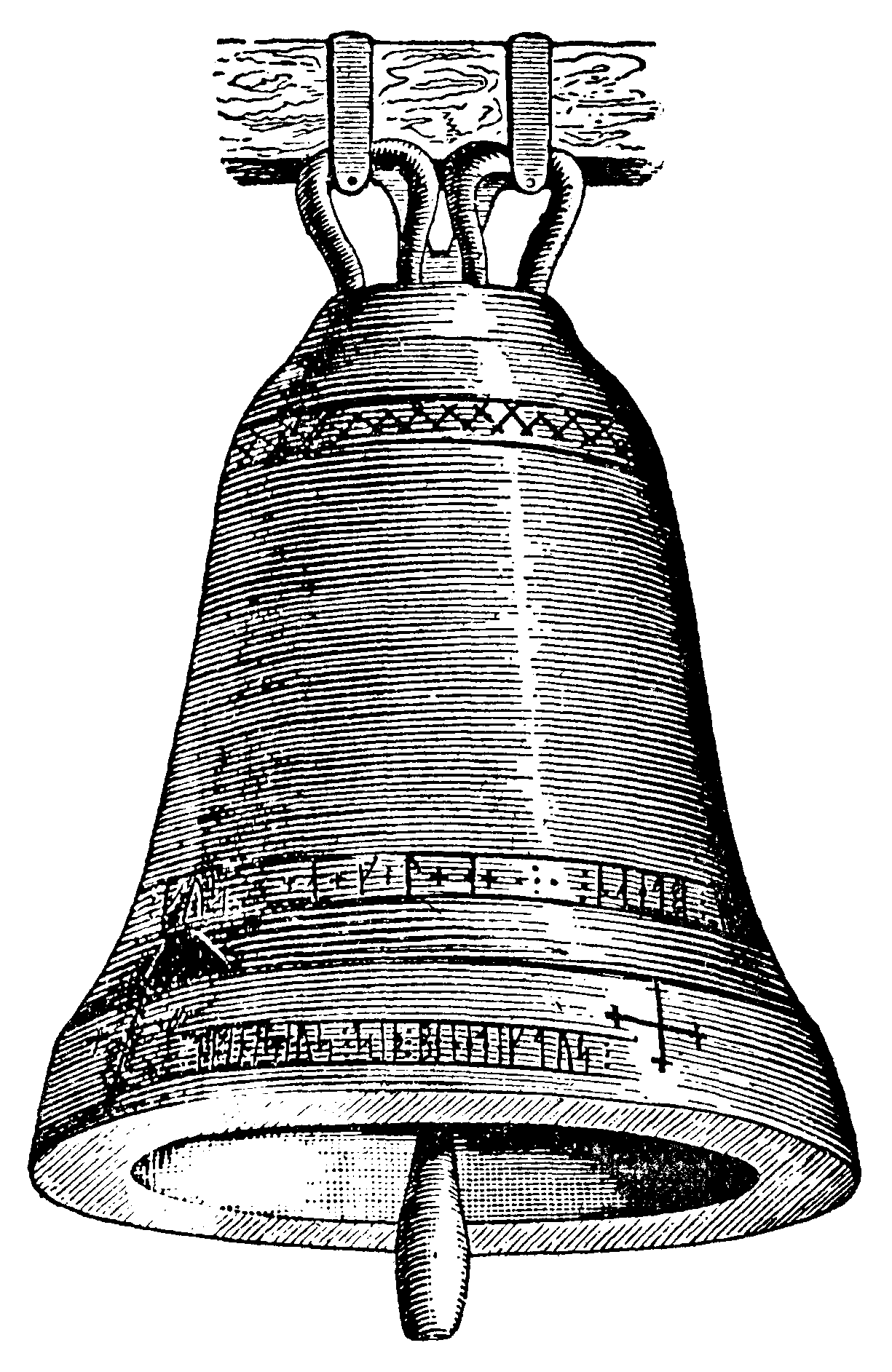
Kyrkklockan i Saleby i Västergötland med runinskrift från 1228.

Under slutet av vikingatid samt i början av svensk medeltid göts klockorna av munkar vid klostren (därför var det en abbot som skickade klockan till Birka ovan). Men på 1200-talet blev det ett vanligt civilt hantverksyrke. Då började också tillverkningsåret och inskrifter på latin (i Sverige även med runor) gjutas in i klockan på dess mantelyta (i Centraleuropa redan på 1100-talet).
Den äldsta bevarade daterade klockan i Sverige, vilken alltså har tillverkningsåret ingjutet med runor i klockan, är den gamla lillklockan i Saleby kyrka, belägen i Saleby mellan Lidköping och Skara i Västergötland. Den göts under kung Erik den läspe och haltes regeringstid och invigningen av klockan förrättades av biskop Bengt i Skara. Runinskriften på klockan lyder i översättning såsom här följer:
Då jag var gjord, då var ett tusen tvåhundra tjugo vintrar och åtta från Guds födelse. Hell Maria, full av nåd. Dionysius vare välsignad.
Jungfru Maria och Sankt Dionysius verkar alltså ha varit de helgon kyrkan har helgats åt (”Sankt Dionysius kyrka”).
Salebyklockan är ovanlig också i Europa, dels eftersom det finns relativt få klockor från denna tid (tidigare än 1300- och 1400-talen) bevarade, dels på grund av runinskriften. I Storbritannien, som enligt en källuppgift brukar kallas "den ringande ön" the ringing island, finns enbart en klocka bevarad från detta århundrade, en klocka från 1296 i Claughton i Lancashire.

### Mästergjutare under medeltiden
På 1200-talet började alltså tillverkningsåret ingjutas i klockan, men på 1300-talet började även tillverkaren signera sina verk. Det första kända klockgjutarnamnet är Mäster Håkan som var verksam i Västergötland. Han skrev sitt namn på samtliga klockor han tillverkade. Finns även ett äldre gjutarnamn som är Skjaldolf. Hans namn finns på en klocka från 1200-talet i Kyrkefalla kyrka i Västergötland. Pga liknande utseende antas han även ha gjutit klockorna i Saleby och Burseryd, båda från tidigt 1200-tal  Kontakter inom skrået med utländska mästare förbättrade sedan alltmer hantverkets produktutveckling. Därför blev det allt vanligare på 1400-talet med dekorationer och figurframställningar på klockorna och klangen blev alltmer välljudande. Kulmen nåddes i Sverige under 1500-talets första hälft, då mäster Bosse Jacobsson och hans son Johannes Boson i Stockholm och Ulf Svensson i Skänninge. De skapade en serie klockor som anses vara bland de förnämsta klockor som någonsin gjutits i Sverige.

### Reformationens inverkan på klocktillverkningen
Efter att Gustav Vasa genomförde reformationen i Sverige införde han strax efter det också en klockskatt år 1531. Den innebar att (i stort sett) alla storklockor i kyrkorna skulle smältas ner, metallen säljas och intäkten erläggas som skatt till kronan. På så vis förlorades ett stort material av kulturskatter i Sverige. Nya klockor kunde inte tillverkas i Sverige under sådana omständigheter, eftersom ingen socken ville betala extra i skatt. Tillverkningen upphörde därför i Sverige och klockor som är bevarade från denna tid har importerats från Nordtyskland.

### Klockgjuterikonstens renässans. Meyerska Styckgjuteriet
1626 kan ses som ett märkesår i svensk klockgjutnings historia. Då bildades nämligen Klock-, Kron- och Styckgjutarämbetet i Stockholm. Regeringen lät inkalla utländska mästare, som fick stor betydelse för yrkets utveckling i Sverige.
Den främste av dem har ansetts vara Gerdt Meyer, som kom hit på 1630-talet. Han startade Meyerska Styckgjuteriet vid Hötorget i Stockholm, som under sekler tillverkade många klockor i Sverige. Detta gjuteri flyttades 1799 till Marieberg i Stockholm och 1815 levererades exempelvis fyra stora klockor till Göteborgs domkyrka därifrån, varav de tre mindre är bevarade.

### Senare utveckling. Klockgjuterier i Sverige idag
Klockgjutningens historia ledde senare till allt fler dekorationer och inskrifter på klockmantlarna att det till slut nådde sin kulmen under 1700- och 1800-talen, eftersom det verkade estetiskt mindre tilltalande. Under 1900-talet har man åter gått tillbaka till mer enkla och värdigare former i dekorationerna.

#### Klockgjuterier idag
Idag finns i Sverige klockgjuterierna Skånska klock- och konstgjuteriet ab i Hammenhög, Bergholtz klockgjuteri i Sigtuna och M & O Ohlssons klockgjuteri i Ystad.

## Bilder på tre gamla klockor

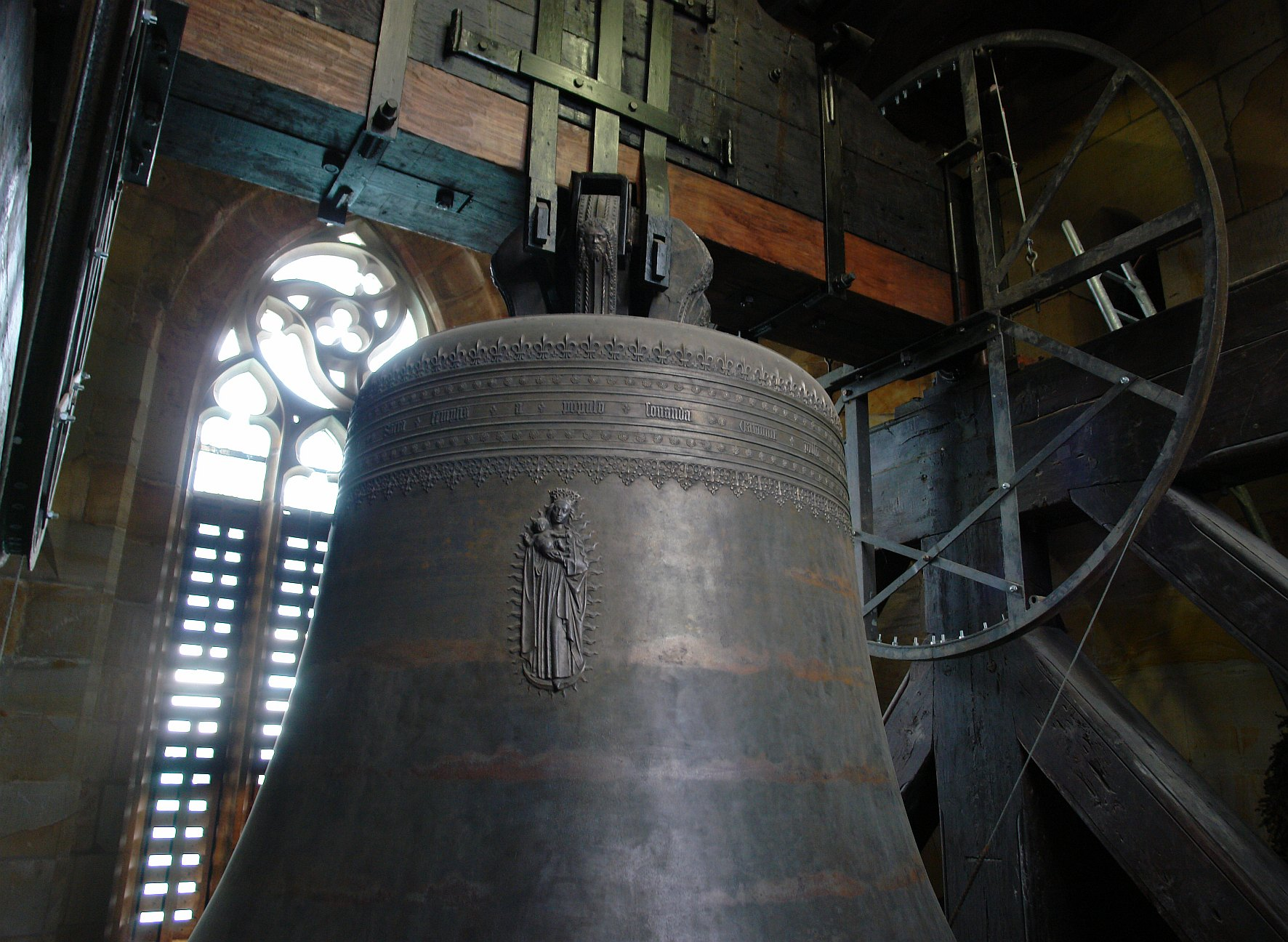
Den stora medeltida klockan Maria Gloriosa i Erfurt. Se mer i artikeln De största medeltida klockorna i Europa.
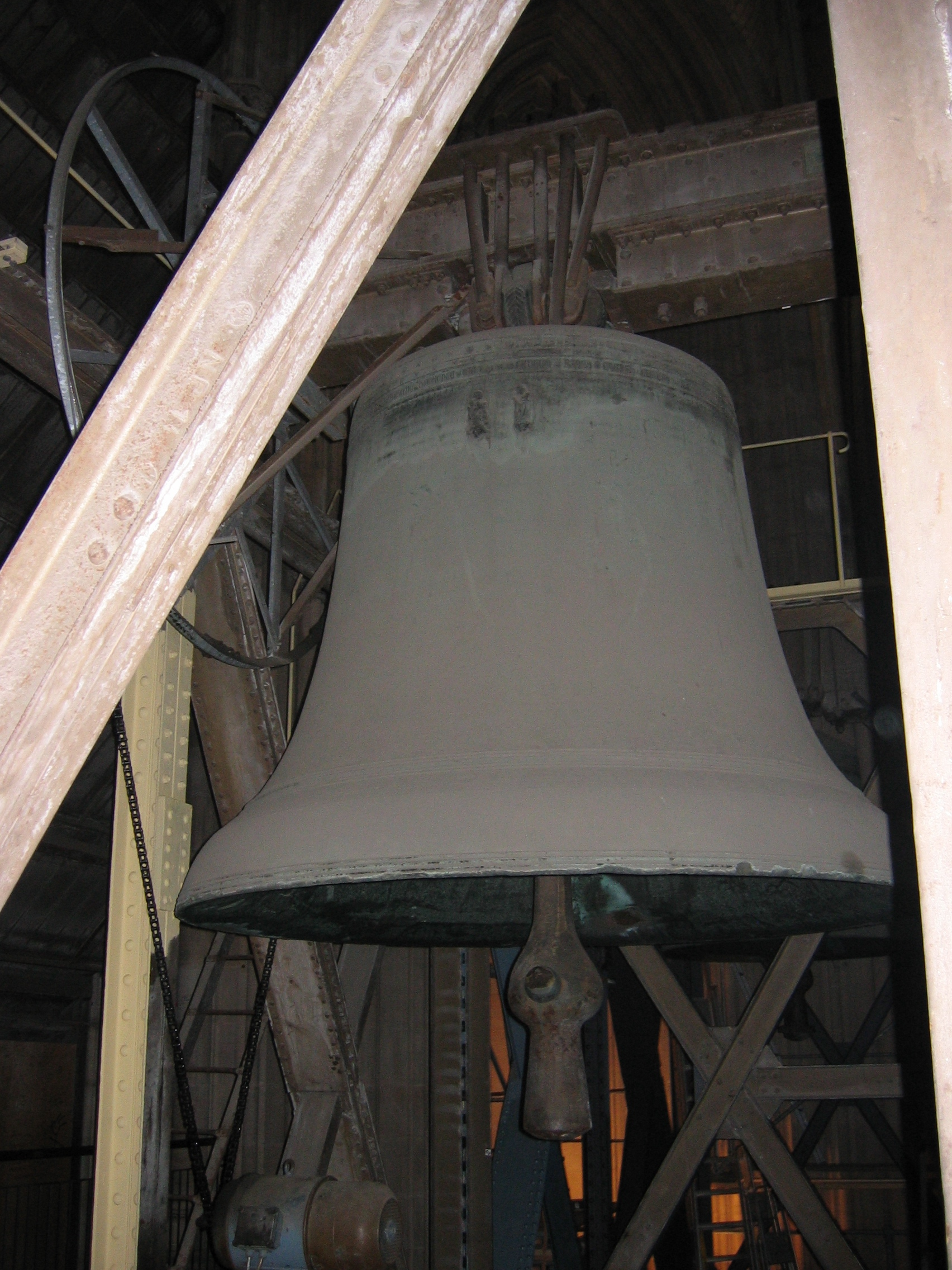
Näst största klockan Pretiosa i Kölnerdomen i Tyskland väger cirka 10-10,5 ton och är gjuten 1448.
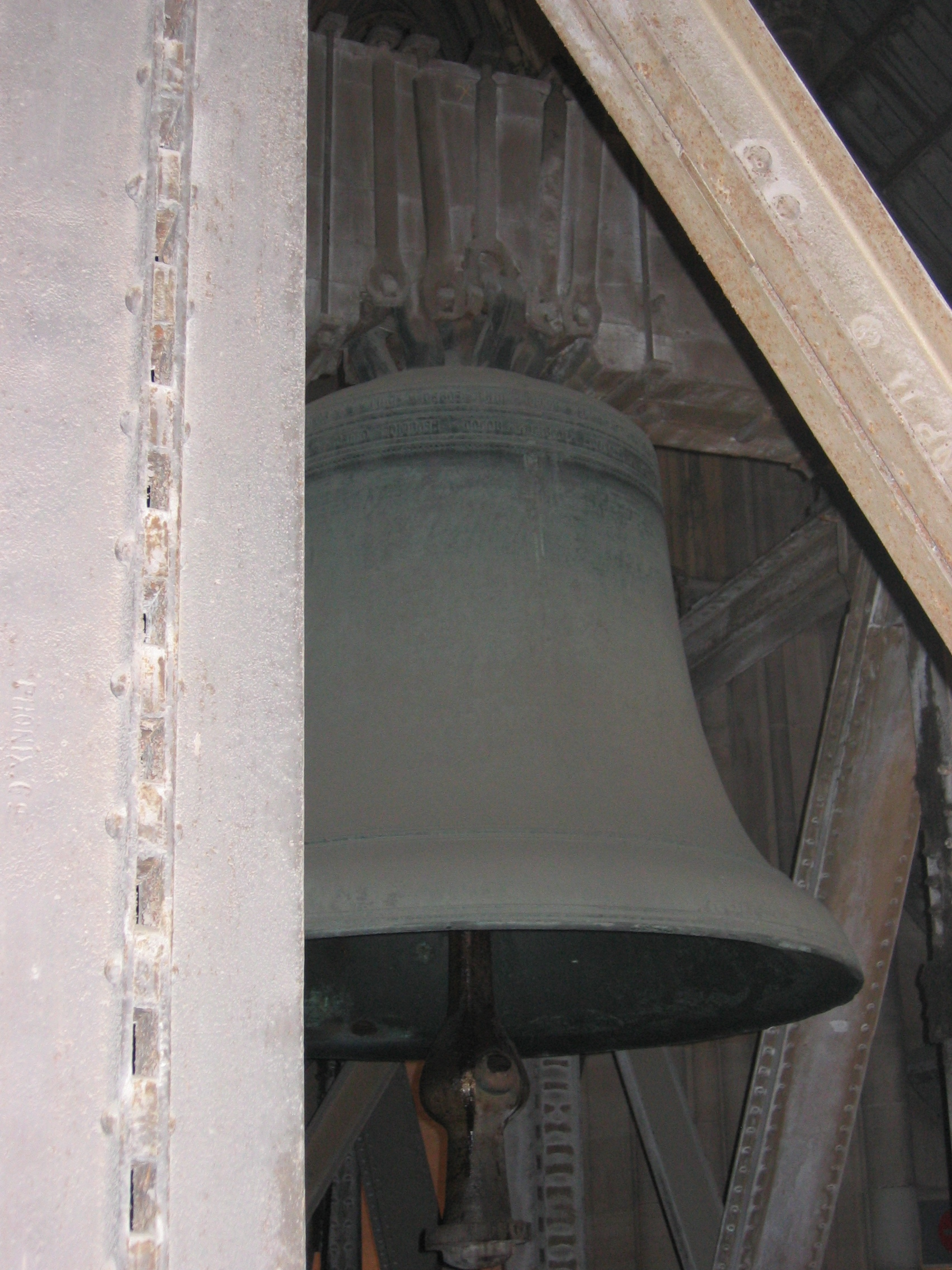
Tredje största klockan i Kölnerdomen, Speciosa, gjuten 1449, väger 5,6 ton.